# ホスホリボシルアミン—グリシンリガーゼ
ホスホリボシルアミン—グリシンリガーゼ(phosphoribosylamine—glycine ligase)またはグリシンアミドリボヌクレオチドシンテターゼ(glycinamide ribonucleotide synthetase, GARS)は、ホスホリボシルアミン(PRA)とグリシンをアミド結合させ、グリシンアミドリボヌクレオチド(GAR)に変換する酵素である。プリン塩基のde novo合成経路の第2段階を担う。
ATP + 5-ホスホ-D-リボシルアミン + グリシン {\displaystyle \rightleftharpoons } ADP + リン酸 + N1-(5-ホスホ-D-リボシル)グリシンアミド

## 構造
原核生物ではpurD遺伝子にコードされる単一機能の酵素である。真核生物でも緑色植物などでは単一機能の酵素であるが、真菌では3段階後の反応を触媒するFGAMシクロリガーゼと融合した2機能酵素になっている。また後生動物ではすぐ後段のGARホルミルトランスフェラーゼおよびFGAMシクロリガーゼと融合した3機能酵素である。

## 反応機構
反応はグリシンの酸素原子がATPの末端のリン原子を求核攻撃して中間体となり、そのカルボニル基に対してPRAの窒素原子が攻撃することでGARが生成する。基質はPRA、ATP、グリシンの順に酵素に結合し、生成物はリン酸、ADP、GARの順に解離する。